# Single Remix Tracks
Single Remix Tracks (Tạm dịch: Các ca khúc Phối lại từ Đĩa đơn) là album phối lại phát hành riêng tại Nhật Bản năm 2000 của nhóm nhạc R&B Destiny's Child. Album không được quảng bá rộng rãi và chỉ được phát hành động quyền bởi Sony Music Japan. Album này là một phát hành nối tiếp sự thành công của Survivor và gồm giọng hát của các thành viên Beyoncé Knowles, Kelly Rowland, và Michelle Williams cùng các thành viên cũ là LeToya Luckett, LaTavia Roberson, và Farrah Franklin. Tập sách lời nhạc đính kèm gồm lời nhạc được dịch qua tiếng Nhật (Katakana, tựa album cũng được dịch qua tiếng Nhật là "セイ・マイ・ネーム", phát âm là "se-i ma-i ne-i-mu").

## Danh sách ca khúc
Mã hàng: SRCS 2354
1. No, No, No [Camdino Soul Extended Remix]
(Brown, M./Gaines, C./Herbert, V./Fusari, Rob) 6:37
2. Bills, Bills, Bills [Maurice's Xclusive Dub Mix]
(Luckett, L./Knowles, B./Kandi/Rowland, K./Briggs, K.) 8:05
3. Bug a Boo [Maurice's Xclusive Club Mix]
(Luckett, L./Knowles, B./Roberson, L./Kandi/Rowland, K./Briggs, K.) 7:01
4. Say My Name [Timbaland Main Remix] cùng Timbaland & Static Major
(Jerkins, F. III/Mosely, T./Jerkins, R./Luckett, L./Daniels, L./Knowles, B./Roberson, L./Rowland, K./Garrett, S.) 5:03
5. Say My Name [Maurice's Old Skool Dub Mix]
(Jerkins, F. III/Jerkins, R./Luckett, L./Daniels, L./Knowles, B./Roberson, L./Rowland, K.) 7:05
6. Jumpin', Jumpin' [So So Def Remix] cùng Jermaine Dupri, Da Brat & Lil Bow Wow
(Brat, D./Dupri, J./Moore, R./Elliot, C./Knowles, B.) 3:48
7. Jumpin', Jumpin' [Maurice's Radio Mix]
(Moore, R./Elliot, C./Knowles, B.) 4:07
8. Have Your Way
(Daniels, L./Knowles, B./Jerkins, F.) 4:01
9. 8 Days of Christmas
(Knowles, B./McCalla, E.) 3:32
10. Upside Down [Live Version]
(Edwards, Bernard/Rodgers, Nile) 4:13